# Projekt DCV33
Das Projekt DCV33 beschreibt einen Küstenmotorschiffstyp.

## Geschichte
Der Schiffstyp wurde vom Marine Engineering Bureau entworfen. Von 2008 bis 2010 wurden sechs Einheiten auf der russischen Werft Onega Shipyard in Petrosawodsk gebaut.

## Beschreibung
Die Schiffe werden von einem Wärtsilä-Dieselmotor des Typs 6L26B2 mit 1950 kW Leistung angetrieben. Der Motor wirkt über ein Untersetzungsgetriebe auf einen Verstellpropeller. Die Schiffe sind mit einem elektrisch mit 170 kW Leistung angetriebenen Bugstrahlruder ausgestattet. Für die Stromerzeugung an Bord stehen ein vom Hauptmotor mit 292 kW Leistung angetriebener Wellengenerator sowie zwei Volvo-Penta-Dieselgeneratoren des Typs D9A-MG mit jeweils 180 kW Leistung zur Verfügung. Weiterhin wurde ein Volvo-Penta-Dieselgenerator des Typs D7A-T mit 85 kW Leistung als Notgenerator verbaut.
Der boxenförmigen Laderaum der Schiffe ist 58,80 m lang, 11,47 m breit und 8,24 m hoch. Im vorderen Bereich verjüngt er sich auf einer Länge von 7,30 m. Der Laderaum ist mit elf Stapellukendeckeln verschlossen, die mit einem Lukenwagen bewegt werden können. Der Raum kann mit einem Schott, das an vier Positionen errichtet werden kann, unterteilt werden. Die Tankdecke kann mit 12 t/m², die Lukendeckel mit 2,5 t/m² belastet werden.
Die Schiffe sind für den Transport von Containern vorbereitet. Die Containerkapazität beträgt 138 TEU. Davon können 102 TEU im Raum und 36 TEU an Deck befördert werden.
Das Deckshaus befindet sich im hinteren Teil der Schiffe. Es stehen Kammern für zehn Besatzungsmitglieder zur Verfügung. Bei Nutzung eines Notbetts können insgesamt elf Personen untergebracht werden. Die übliche Besatzungsstärke beträgt neun Personen.
Der Rumpf der Schiffe ist eisverstärkt (Eisklasse E2/1B).

## Schiffe
| Projekt DCV33     | Projekt DCV33 | Projekt DCV33 | Projekt DCV33                                          | Projekt DCV33                                                                                        |
| Bauname           | Baunummer     | IMO-Nummer    | Kiellegung Stapellauf Ablieferung                      | Spätere Namen und Verbleib                                                                           |
| ----------------- | ------------- | ------------- | ------------------------------------------------------ | --- |
| Emi Proud         | 201           | 9487603       | 28. September 2007 6. Juni 2008 26. November 2008      | 2013: Karen                                                                                          |
| Emi Leader        | 202           | 9505687       | 18. März 2008 12. September 2008 29. September 2008    | 2013: Unistar, 2018: Umbau zum Tanker Unitar                                                         |
| Dmitriy Varvarin  | 203           | 9518402       | 25. Dezember 2008 24. Juli 2009 24. November 2009      | 2015: Konstantin, 2016: Wilson Helsinki, 2017: Konstantin, 2022: Frederik                            |
| Ivan Kudryavtsev  | 204           | 9518414       | 30. Dezember 2008 4. Dezember 2009 25. Juni 2010       | 2015: Thomas, 2016: Wilson Huelva, 2017: Nordic Fiona, 2018: Peak Dublin, 2020: Thomas, 2023: Himmel |
| Karelia           | 205           | 9576703       | 30. Juni 2009 8. Juni 2010 26. Juni 2010               | 2015: Anton, 2016: Wilson Halmstad, 2018: Longbay, 2019: Anton, 2022: Memnune K                      |
| Kapitan Zhikharev | 206           | 9518426       | 29. Dezember 2009 19. September 2010 12. November 2010 | 2015: Patrick, 2016: Wilson Horsens, 2018: Longbeach, 2019: Patrick, 2022: Pozoni                    |